# Lovisa Karlsson
Pour les articles homonymes, voir Karlsson.
Lovisa Karlsson est une skippeuse suédoise née le 24 mai 1995 à Göteborg. Elle a remporté avec Anton Dahlberg la médaille de bronze du 470 aux Jeux olympiques d'été de 2024, organisés à Paris.